# Ökumenisches Kirchenzentrum Parkstadt Solln

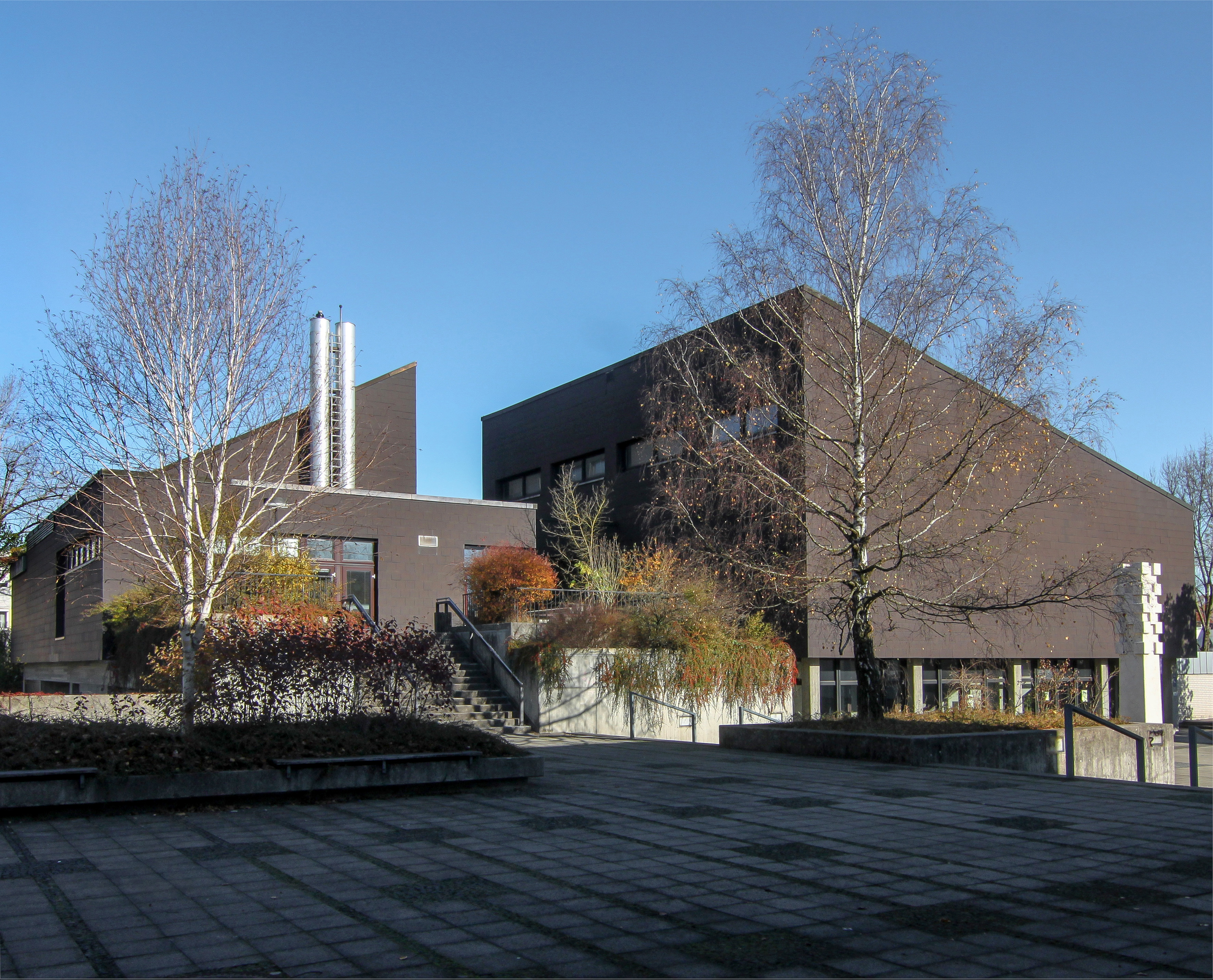
Ökumenisches Kirchenzentrum Parkstadt Solln Südwestansicht

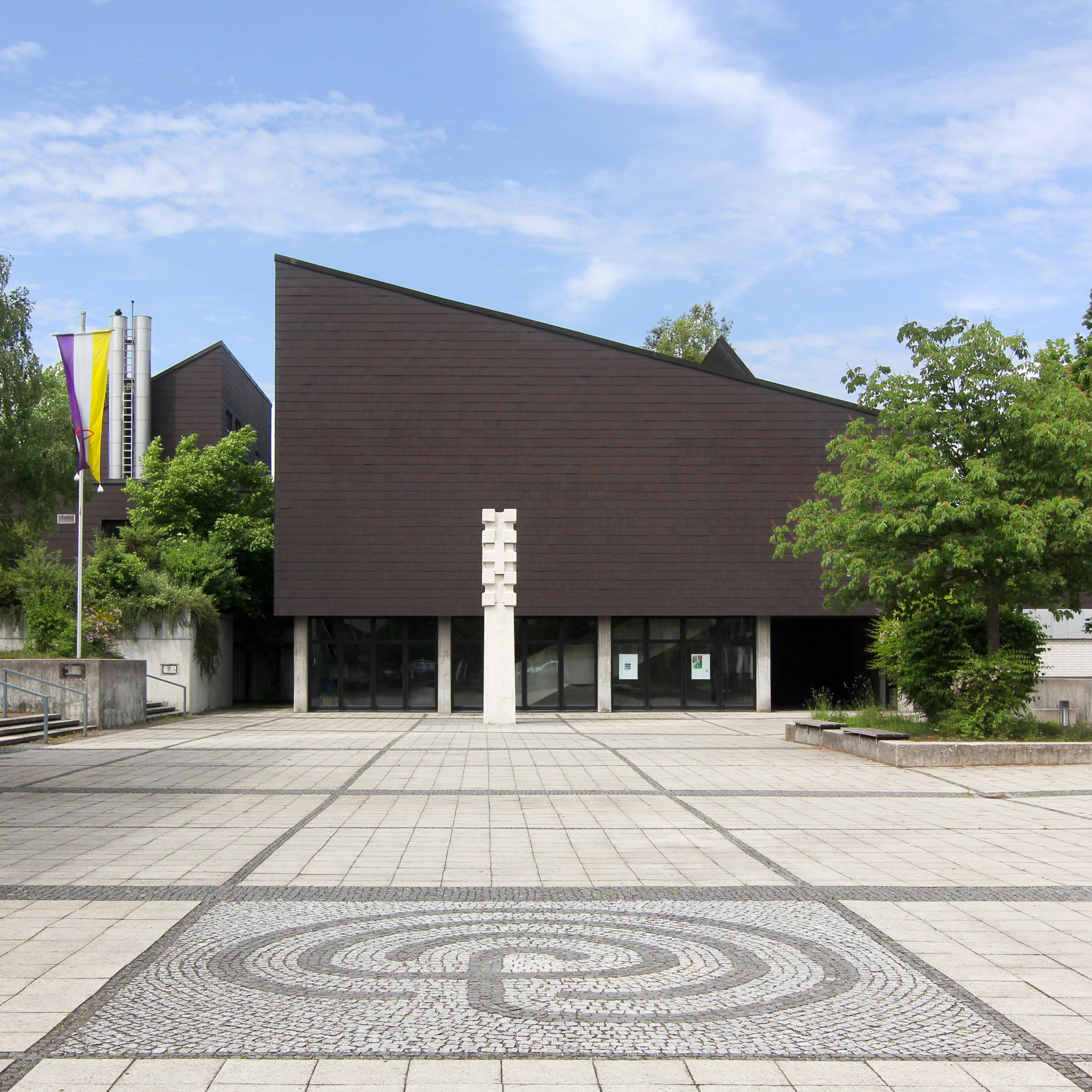
Ökumenisches Kirchenzentrum Parkstadt Solln Südansicht

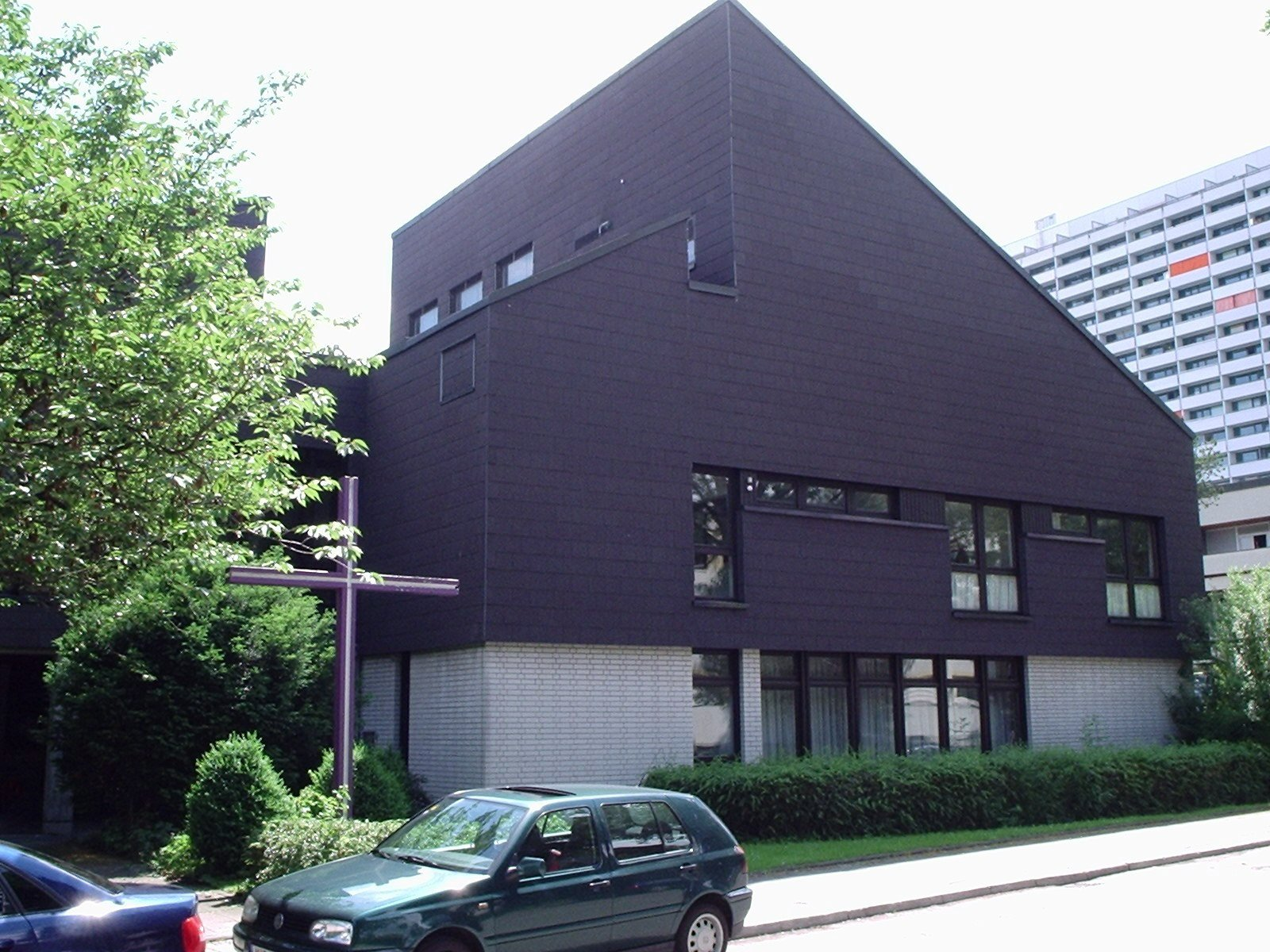
Ökumenisches Kirchenzentrum Parkstadt Solln Nordansicht

Das ökumenische Kirchenzentrum Parkstadt Solln im Münchner Stadtteil Solln mit der evangelisch-lutherischen Petruskirche und der römisch-katholischen Kirche St. Ansgar Wand an Wand wurde 1974–1975 vom Architekten Ernst Maria Lang errichtet. Die Petruskirche wurde 2024 aus finanziellen Gründen entwidmet und abgegeben.

## Geschichte
Durch den Bau der Trabantensiedlung Parkstadt Solln zwischen 1963 und 1968 stieg die Bevölkerung von Solln von circa 10.000 auf knapp 17.000, ein Zuwachs, den die römisch-katholische Pfarrei St. Johann Baptist und die evangelisch-lutherische Gemeinde Apostelkirche räumlich und personell nicht mehr bewältigen konnten. Die Katholiken gründeten die neue Pfarrkuratie St. Ansgar – benannt nach dem Erzbischof – und errichteten eine Baracke an der Gulbranssonstraße, die ab Neujahr 1967 als Notkirche diente; die Protestanten gründeten einen zweiten Pfarrsprengel und richteten im neu entstandenen Ladenzentrum auf engem Raum eine Ladenkirche mit Gemeindesaal ein, die Pfingsten 1967 eingeweiht wurde. Beides waren Provisorien, für die bald endgültige Lösungen gesucht wurden. Die katholische Gemeinde konnte bereits 1970 auf einem größeren Areal zwischen der Gulbransson- und Stockmannstraße in einem ersten Schritt ein Gemeindezentrum mit einem Pfarrsaal, Jugendräumen und einem in der neuen Parkstadt dringend benötigten Kindergarten beziehen. Der Bauplan der Parkstadt Solln enthielt auch einen detaillierten Entwurf einer großen katholischen Kirche, der von den katholischen Seelsorgern, Pfarrgemeinderat und Kirchenverwaltung aber als nicht mehr den aktuellen gemeindlichen Belangen entsprechend abgelehnt wurde. Die evangelische Gemeinde plante zunächst den Bau einer Kirche mit Gemeinderäumen an der Herterichstraße, die aber nicht realisiert werden konnte.
Von Anbeginn an bestanden zwischen den beiden neuen Gemeinden gute ökumenische Kontakte. Auf der Basis des tatsächlichen, geringeren Gebäudebedarfs der katholischen Gemeinde erwuchs die Idee, die evangelische Gemeinde in den Bau einzubeziehen und ein gemeinsames ökumenisches Kirchenzentrum zu errichten. Der evangelische Pfarrer Gernot Müller und die katholischen Kuraten Georg Ertl bzw. ab 1972 Martin Huber konnten die Hürden bei beiden Kirchenleitungen überwinden; das Projekt wurde beschlossen und der Architekt Ernst Maria Lang für Planung und Realisierung gewonnen. Der gemeinsame Grundstein wurde am 14. Dezember 1974 gelegt. Genau ein Jahr später, am 14. Dezember 1975, fand die Einweihung der beiden Kirchen und der jeweils dazugehörenden Gemeinderäume statt. Die mit 4,8 Millionen Mark veranschlagten Baukosten wurden um über 100.000 Mark unterschritten.
Mit der Einweihung des Zentrums wurde der katholische Kurat Huber zum Pfarrer ernannt und aus der Pfarrkuratie damit eine Pfarrei.

## Architektur
Der beauftragte Ernst Maria Lang, auch führender Architekt der gesamten Parkstadt Solln, wollte mit dem Kirchen- und Gemeindezentrum ein „lebendiges fröhliches Herz der Parkstadt Solln“ schaffen.

### Außenbau
Während Langs erster Kirchbau, die Pfarrkirche St. Andreas (1953) im Münchner Schlachthofviertel, dem Nachkriegsstil von Kirchen entsprach, beschritt Lang beim Gemeindezentrum in der Parkstadt Solln in Form und Farbe völlig neue Wege. Das Zentrum ist von außen auf den ersten Blick nicht unbedingt als Kirchenbau zu erkennen, zumal es mit Rücksicht auf die dichte Bebauung der Umgebung keine Glocken und somit auch keinen Glockenturm erhielt. Rein zweckbedingt ragen stattdessen zwei silbrig metallene Schornsteine in die Höhe.
Während das Innere der Gebäude von Anbeginn an auf große Zustimmung stieß, war das Äußere nicht ganz unumstritten. Mehr noch als die unkonventionellen Formen wurden die schwarzen, schieferähnlichen Eternitplatten, mit denen das Gebäude – außer dem Sockel aus hellgrauen Ziegeln bzw. rohem Beton – verkleidet ist, als gewöhnungsbedürftig bezeichnet. Im evangelischen Gemeindebrief wurde gar ein Gedicht eines Gemeindemitglieds veröffentlicht, das mit den Worten begann: „Köpfeschüttelnd stehen Leute / und beseh’n sich das Gebäude / das man kürzlich hier begonnen / warum es so  s c h w a r z  ersonnen.“ Das Ungewohnte wurde aber bald als Außergewöhnliches akzeptiert.
Die getrennten Pultdächer der beiden Kirchen steigen zueinander an; „sie sind noch nicht verbunden, ein Zeichen dafür, dass die beiden Kirchen auf dem Weg zueinander sind, aber noch nicht verbunden“, so der katholische Pfarrer Huber. Beide Bauten sind durch eine gemeinsame Wand verbunden. Türen, die einen direkten Durchgang ermöglichen, gibt es nicht. Gemeinsam haben beide Gebäude den Grundstein, der in St. Ansgar hinter dem Altar und – auf der anderen Seite der Wand – im Foyer der Petruskirche sichtbar ist. Im Erdgeschoss gibt es unter im ersten Stock gelegenen Räumen einen Durchgang zwischen der Süd- und Nordseite des Gesamtgebäudes, der zugleich Zugang zu den Kirchen und Gemeinderäumen beider Konfessionen ist. Im Freien auf der Nordseite des Zentrums steht ein großes Holzkreuz, das zum Besuch einlädt. Auf der Südseite des Gemeindesaals der Petruskirche befindet sich eine kleine Terrasse, die im Sommer von kleinen Gruppen als Freisitz genützt wird.
Zwischen dem ökumenischen Zentrum, dem schon früher gebauten katholischen Gemeindehaus, dem Ladenzentrum und der Gulbranssonstraße befindet sich ein großer Kirchenvorplatz. Nahe am Zentrum steht dort eine von Bildhauer Blasius Gerg geschaffene, „im bewussten Gegensatz zur schwarzen Kirche mit konkaven und konvexen Kreuzen behauene weiße Kalksteinsäule“. Eine eigens gefertigte ökumenische Kirchenfahne an der Gulbranssonstraße, die bei festlichen Gelegenheiten aufgezogen wird, und ein Bodenmosaik in Labyrinthform, die später angebracht wurden, vervollständigen das Bild. Seit 1977 findet jeden Sommer auf dem Kirchenvorplatz das ökumenische Sommerfest der Parkstadt Solln statt.

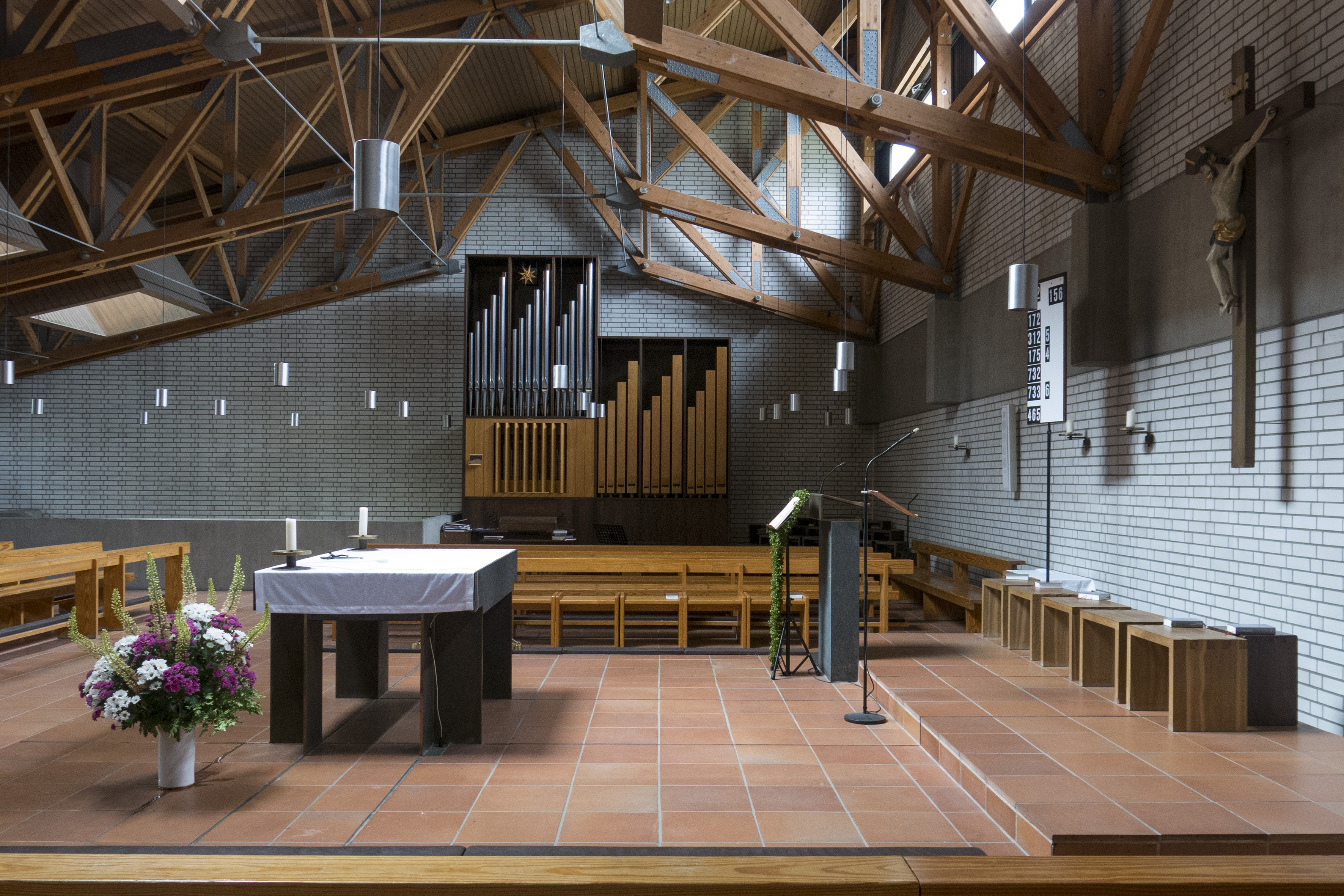
St. Ansgar Parkstadt Solln Kirchenraum

### Innenarchitektur St. Ansgar
Der katholische Teil des Zentrums verfügt über einen von Blasius Gerg gestalteten Kirchenraum mit 280 Sitzplätzen, eine Werktagskirche, einen Gemeindesaal, zwei kleinere Versammlungsräume, vier Jugendräume, einen Altenclubraum und eine Dienstwohnung. Der nahezu quadratische Kirchenraum wird von einem hölzernen, von Julius Natterer geschaffenen Dachtragwerk stützenfrei überspannt. Der um eine Stufe erhöhte Altarbereich bildet das Zentrum des Raumes. Darum herum gruppieren sich an drei Seiten die Kirchenbänke. Schräg ins Dach eingebaute Lichtschächte versorgen den Raum – mit dem Altar als hellstem Punkt – mit blendfreiem Tageslicht.
Die Orgel von St. Ansgar hat 16 Register; sie wurde von Firma Staller Orgelbau, Grafing, gebaut.

### Innenarchitektur Petruskirche
Im evangelischen Teil des Gebäudes befinden sich ein Kirchenraum mit 120 Plätzen, ein Gemeindesaal (durch den sich bei geöffneten Verbindungstüren die Kirche auf 200 Plätze erweitern lässt), ein Clubraum für die Erwachsenenkreise, ein Altenclubraum, zwei Jugendräume, kleinere Büroräume, eine Sakristei, eine Dienstwohnung und Abstellräume.
Der evangelische Kirchenraum wurde von dem Katholiken Josef Fromm  gestaltet. Die Altarwand bildet ein großes Relief, dessen Interpretation der Künstler bewusst offen gelassen hat: sie kann einen Leuchter, einen Baum oder einen Kelch darstellen. Mit ihrer aufstrebenden Bewegung bildet sie eine Gegenbewegung zur in Richtung Altar abfallenden, wuchtig wirkenden Decke. Zentrum ist eine Darstellung des letzten Abendmahls Jesu als Bronze-Skulpturengruppe. Das Motiv der erhobenen Arme Jesu ist in die Altar- und Standleuchter aufgenommen. Ebenfalls von Fromm geschaffen sind der Altar, das Taufbecken und der Deckel sowie eine Halbrelieftafel im Foyer vor dem Kirchenraum.
Die einmanualige und mit 6 Registern ausgestattete Orgel wurde von Firma Deininger & Renner schon für die Ladenkirche erworben und modifiziert in die Petruskirche übernommen.

## Nutzung
Während St. Ansgar von Anfang an eine selbstständige Gemeinde war, gehört die evangelische Kirche zur Gemeinde Apostelkirche Solln, weshalb sie zunächst nur „Apostelkirche II“ genannt wurde. Erst 1984 erhielt sie – benannt nach dem Apostel – den Namen Petruskirche. Die bis dahin eigenständigen katholischen Gemeinden St. Johann Baptist und St. Ansgar wurden 2005 zum Pfarrverband Solln unter Leitung eines gemeinsamen Pfarrers zusammengeführt. Die beiden evangelischen Gemeindeteile wirkten lange ebenfalls weitgehend eigenständig. Ein neues Konzept seit 2015 sieht eine bessere gemeinsame Nutzung der räumlichen und personellen Ressourcen vor. Beide Maßnahmen führten zu einer noch engeren ökumenischen Zusammenarbeit in ganz Solln.
Beide im ökumenischen Gemeindezentrum beheimateten Gemeinden bieten ihre eigenen Gottesdienste und zahlreiche Veranstaltungen und Programme an. Außerdem gibt es viele gemeinsame Aktivitäten, beispielsweise: ökumenische Gottesdienste, Exerzitien im Alltag, einen ökumenischen Kreuzweg in der Parkstadt, Osternachtbeginn und Osterfeuer, Vorträge und Gesprächsabende, die Emmauswanderungen, die Pfingstnovene, den Martinszug, die Friedensdekade mit ökumenischem Gottesdienst am Buß- und Bettag zum Abschluss. Dabei werden auch eigentlich konfessionell gebundene Riten zusammen mit der jeweils anderen Konfession gefeiert. Vieles davon wird vom ökumenischen Mitarbeiterkreis organisiert und koordiniert.

## Schließung des evangelischen Gebäudeteils
Auf dringendes Anraten des Kirchengemeindeamts des Dekanats München beschloss der Kirchenvorstand der Gemeinde Apostelkirche München-Solln am 24. November 2023, die Petruskirche (die Kirche und die zugehörigen Gemeinderäume) zum 31. Juli 2024 zu schließen und das Gebäude an den Eigentümer, die Evangelisch-Lutherische Gesamtkirchengemeinde, „zurückzugeben“. Als Gründe wurden genannt:
- Der Immobilienstrategieprozess, insbesondere die Klassifizierung des Gemeindezentrums (Ampelsystem: Rot) und der damit einhergehende Finanzierungsstopp für jegliche Maßnahmen den Erhalt des Gebäudes betreffend,
- Rückgang der Gemeindeglieder,
- Schwindende finanzielle Mittel,
- Vorgaben der Landeskirche zum Verhältnis Fläche pro Gemeindeglied.

Das kirchliche Leben in Solln solle nach der Schließung der Petruskirche im Gemeindezentrum der Apostelkirche konzentriert werden. Darüber hinaus werde ausdrücklich an einer Kooperation mit der katholischen Gemeinde gearbeitet, die es ermöglichen solle, eine evangelische Präsenz in der Parkstadt Solln zu realisieren. Die diesbezüglichen Planungen würden unter Einbeziehung aller interessierten Gemeindemitglieder erfolgen.
Am 2. Juni 2024 hielt der inzwischen fast 90-jährige Gernot Müller – Pfarrer des 2. Pfarrbezirks der evangelischen Gemeinde Solln von 1967 bis zu seinem Übertritt in den Ruhestand Ende 1999 – seinen letzten Gottesdienst in der Petruskirche und, wie er erklärte, seines Lebens. Am 14. Juli 2024, knapp 50 Jahre nach ihrer Grundsteinlegung, wurde die Petruskirche von Stadtdekan Bernhard Liess und der stellvertretenden Dekanin für München-Süd und geschäftsführenden Gemeindepfarrerin Christine Glaser in einem Gottesdienst entwidmet.